# Settore di sottogruppo

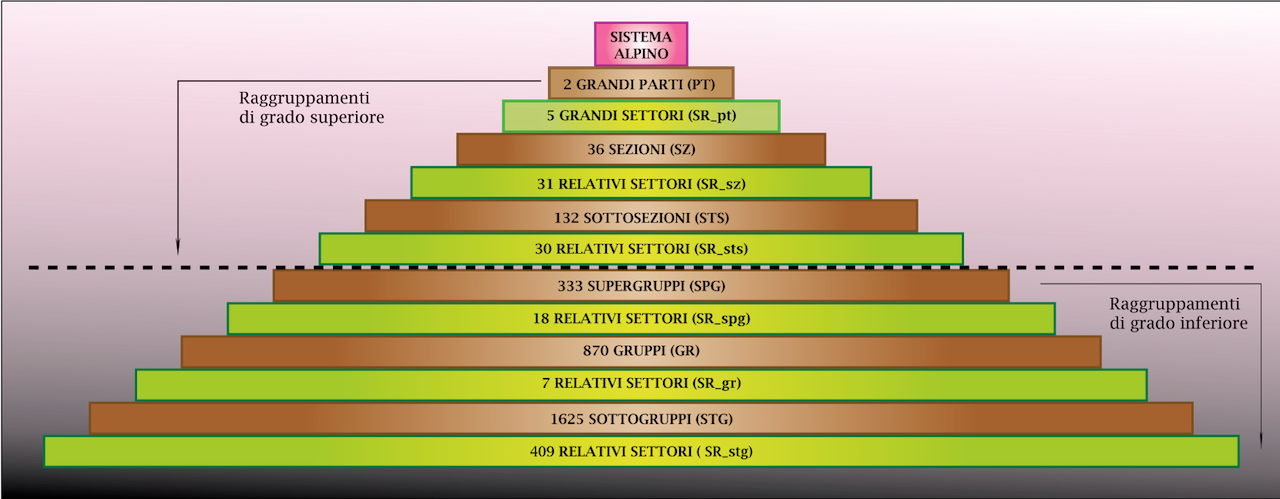
La Piramide SOIUSA, ovvero le varie suddivisioni delle Alpi secondo la SOIUSA.

Con Settore di sottogruppo (abbreviato in: SR di STG) si indica un particolare massiccio alpino individuato dalla SOIUSA.
La SOIUSA individua 1625 sottogruppi (STG) ed i sottogruppi sono normalmente la suddivisione più dettagliata della catena alpina. Talvolta, per poter specificare meglio il sottogruppo, viene introdotto il settore di sottogruppo.
Quando vi è la suddivisione del sottogruppo in settori il codice della SOIUSA viene ampliato aggiungendo una lettera che individua il settore.

## Esempio
Ad esempio il sottogruppo denominato Contrafforti italiani del Monte Bianco è suddiviso in quattro settori. Pertanto ogni montagna del sottogruppo avrà un codice della SOIUSA ampliato. L'Aiguille Blanche de Peuterey ha come codice il seguente: I/B-7.V-B.2.c/d.